# 大河原鉄之助
大河原 鉄之助（おおがわら てつのすけ、1894年（明治27年）8月12日 - 1979年（昭和54年）10月1日）は、大日本帝国陸軍軍人。最終階級は陸軍少将。

## 経歴
1894年（明治27年）に山形県で生まれた。陸軍士官学校第28期卒業。1938年（昭和13年）7月に工兵第22連隊長（中支那派遣軍・第22師団）に就任し、日中戦争に出動して杭州周辺に駐屯した。1940年（昭和15年）8月1日に陸軍工兵大佐進級と同時に陸軍士官学校教官に着任し、1941年（昭和16年）10月に陸軍工兵学校教導隊長に転じた。1944年（昭和19年）8月5日に防衛築城部附となり、1945年（昭和20年）1月20日に防衛築城部長に就任した。同年3月1日に陸軍少将に進級し、4月14日に第6工兵隊司令官（第1総軍・第12方面軍）に就任し、本土決戦に備え終戦を迎えた。
1947年（昭和22年）11月28日、公職追放仮指定を受けた。